# Paycor Stadium

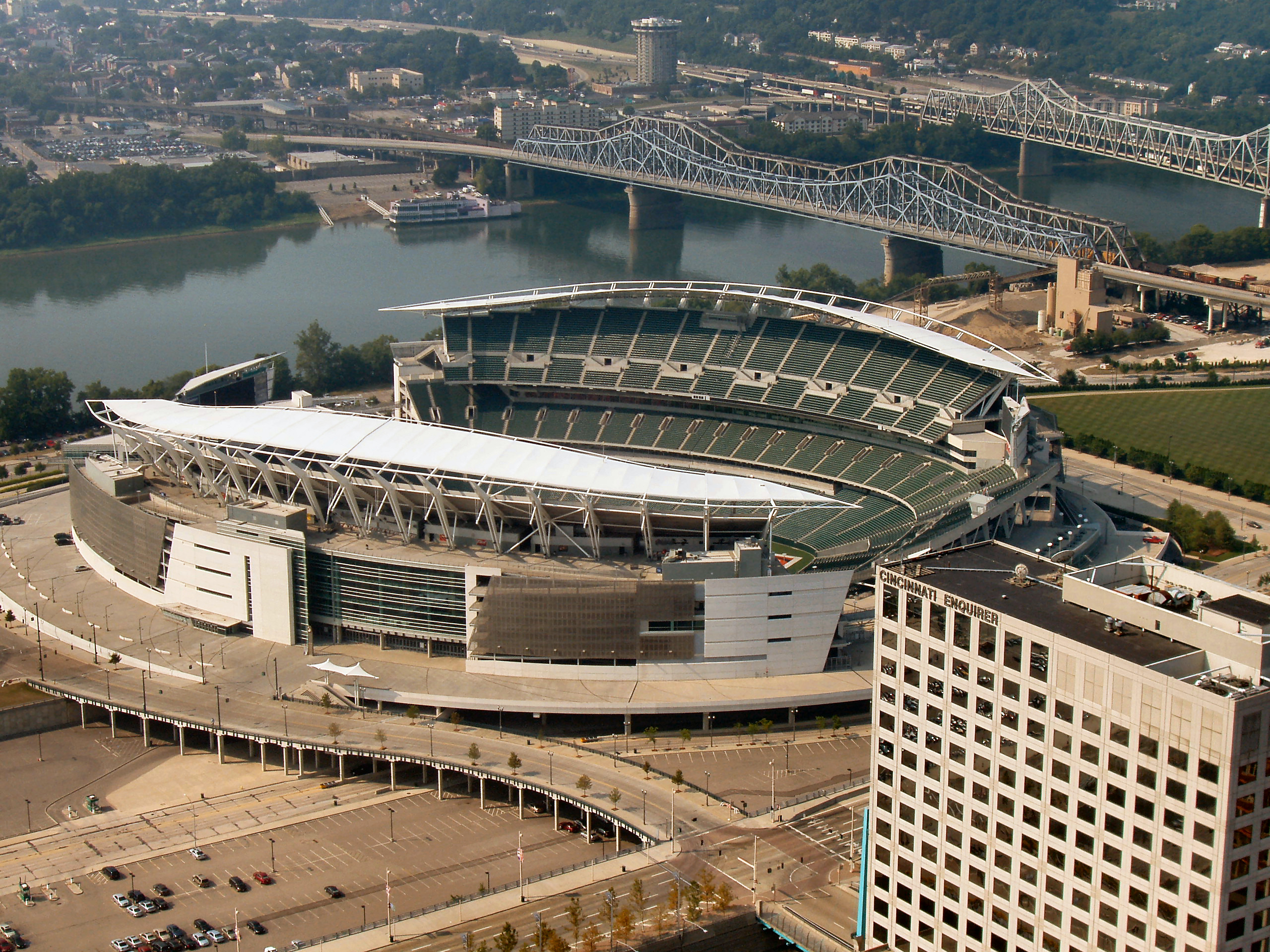
Vista externa do estádio.

O Paycor Stadium (Paul Brown Stadium) é um estádio de futebol americano localizado em Cincinnati, no estado de Ohio, nos EUA. É a casa do time de futebol americano Cincinnati Bengals da National Football League.
O nome é uma homenagem a Paul Brown, treinador e cofundador de dois clubes da NFL: Cincinnati Bengals (fundado em 1968, treinado por Brown de 1968-1975) e Cleveland Browns (fundado em 1946, treinado por Brown de 1946-1962).
Foi inaugurado em Agosto de 2000 (US$ 400 milhões na construção) com grama natural, mas, por problemas de manutenção e protestos da Associação de Jogadores da NFL, fizeram o clube mudar para grama artificial em 2003.
Os torcedores dos Bengals chamam o estádio de "The Jungle" (A Selva) por ser o habitat natural dos Tigres de Bengala que dão nome ao clube e numa referência a música Welcome to the Jungle da banda Guns N' Roses, que sempre toca nos intervalos das partidas do Bengals em casa.